# Kappa Hydri
Kappa Hydri (39 Hydri) é uma estrela na direção da constelação de Hydrus. Possui uma ascensão reta de 02h 22m 52.47s e uma declinação de −73° 38′ 45.0″. Sua magnitude aparente é igual a 5.99. Considerando sua distância de 318 anos-luz em relação à Terra, sua magnitude absoluta é igual a 1.05. Pertence à classe espectral K0III.